# Isoëtes andicola
Šídlatka Isoëtes andicola je druh výtrusné rostliny řazené mezi plavuně. Byla popsána v 50. letech 20. století pod názvem Stylites andicola. Tento rod byl později sloučen s rodem šídlatka.

## Popis
Druh Isoëtes andicola byl objeven až na konci 50. let 20. století kolem horských sněžných jezírek v Peru ve výšce téměř 5000 metrů. Od běžných šídlatek se liší tím, že se vidličnatě větví na dva stonky, a dále podélnou foveou. Pozoruhodné na ní je zejména to, že postrádá jako jedna z mála suchozemských vyšších rostlin průduchy. Veškerý oxid uhličitý pro fotosyntézu tak přijímá kořeny. Fotosyntetizuje poněkud odlišně než běžné rostliny – patří mezi tzv. CAM rostliny.